# Nikolai Iwanowitsch Lobatschewski

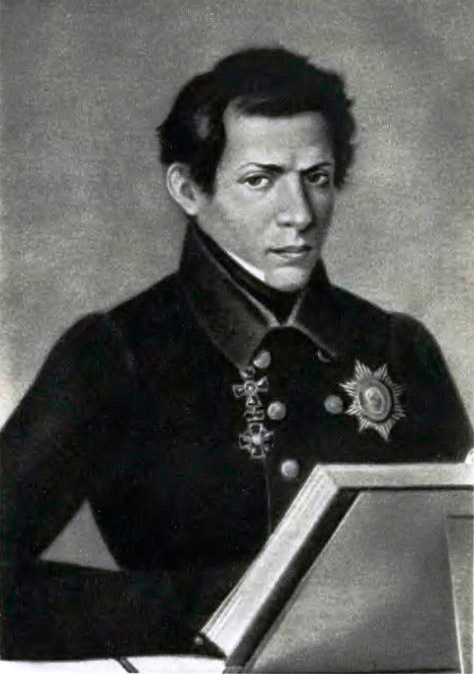
Nikolai Lobatschewski

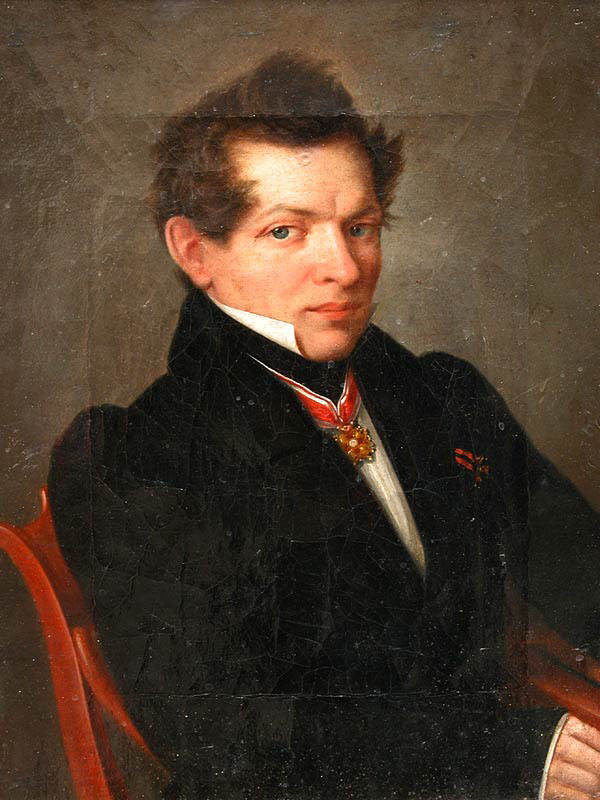
Lobatschewski von Lew Krjukow, vor 1843

Nikolai Iwanowitsch Lobatschewski (russisch Николай Иванович Лобачевский, Transliteration Nikolaj Ivanovič Lobačevskij, englisch Nikolai Ivanovich Lobachevsky, französisch Nikolaï Ivanovitch Lobatchevski; * 20. Novemberjul. / 1. Dezember 1792greg. in Nischni Nowgorod; † 12.jul. / 24. Februar 1856greg. in Kasan) war ein russischer Mathematiker. Er publizierte als erster eine Arbeit über eine nichteuklidische Geometrie.

## Leben

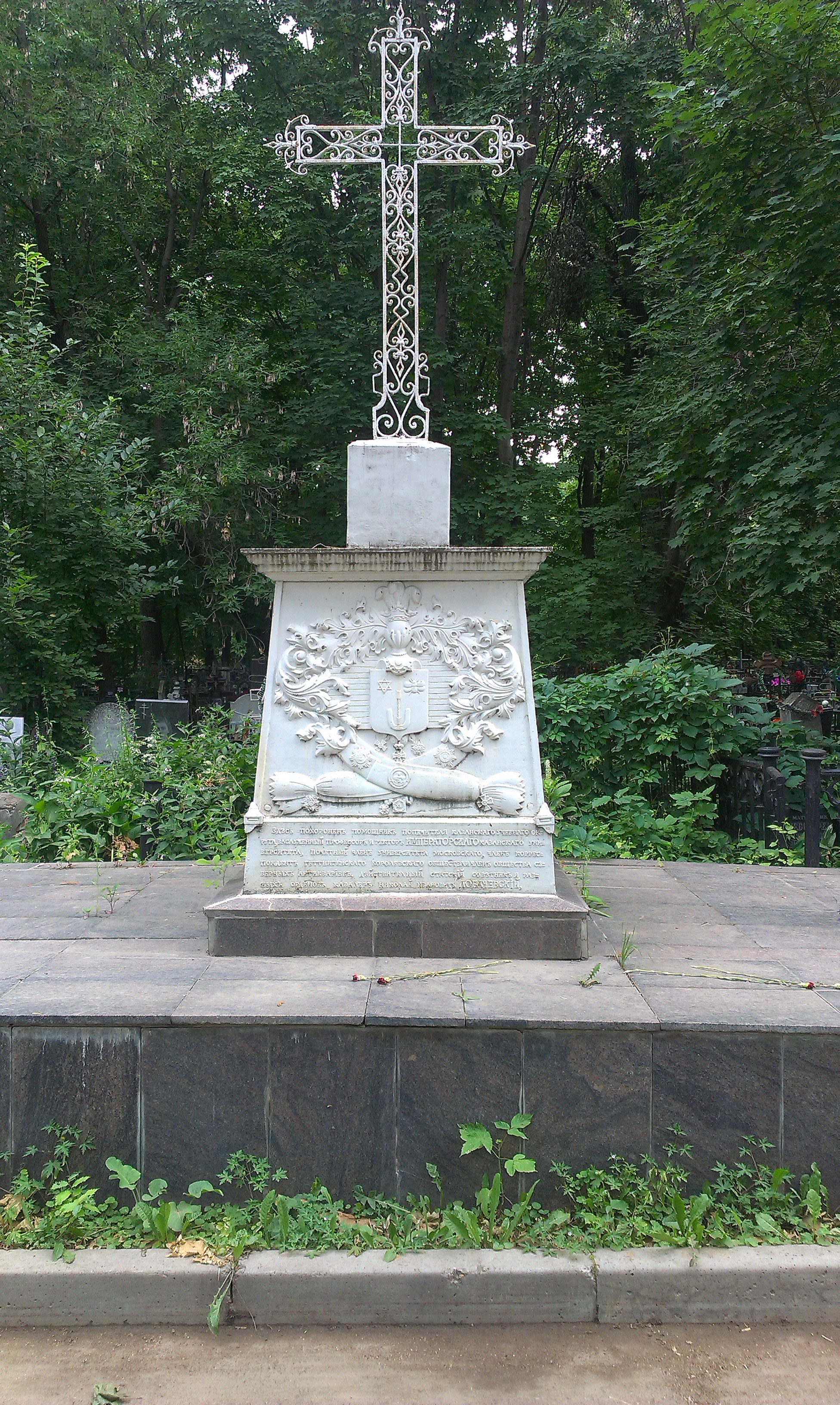
Nikolai Lobatschewskis Grab auf dem Friedhof Arskoje in Kasan

Lobatschewski begann 1807 ein Studium der Chemie und der Pharmakologie an der Universität von Kasan, wechselte 1808 jedoch zur Mathematik, Astronomie und Physik und lernte bei dem deutschen Mathematiker Johann Christian Martin Bartels (1769–1833), dem Lehrer und späteren Freund von Carl Friedrich Gauß. 1811 beendete er das Studium.
Er wurde 1816 zum Professor an der Kasaner Universität ernannt, war von 1823 bis 1824 Dekan der Physiko-Mathematischen Fakultät, danach von 1825 bis 1835 Direktor der Universitätsbibliothek und von 1827 bis zu seiner Emeritierung 1846 Rektor. Die Emeritierung erfolgte mutmaßlich aus gesundheitlichen Gründen. 1837 wurde Lobatschewski in den erblichen Adelsstand erhoben.
Lobatschewski arbeitete noch bis 1855 als stellvertretender Kurator des Kasaner Schulbezirks, erblindete schließlich und starb ein Jahr nach seiner Versetzung in den endgültigen Ruhestand. Sein Denkmal in Kasan schuf Marija Lwowna Dillon.

## Werk

Durch den Punkt M verlaufen zwei Geraden, die parallel zur Geraden D sind

Lobatschewski beschäftigte sich schon um 1814 mit dem Parallelenaxiom der Geometrie, wie unabhängig von ihm der österreichisch-ungarische Mathematiker János Bolyai etwa ab 1820. Vor ihm versuchten viele Mathematiker, Euklids fünftes Axiom von den anderen Axiomen abzuleiten. Lobatschewski jedoch entwickelte eine Geometrie, in der das Parallelenaxiom nicht gilt, was zur nichteuklidischen hyperbolischen Geometrie führt, die man heute auch Lobatschewskische Geometrie nennt. Seine Idee wurde zuerst am 23. Februar 1826 berichtet und abgedruckt in dem Bulletin der Kasaner Universität (Вестник Казанского университета, 1829–1830).
In seinem Lehrbuch der höheren Algebra (1834) wird eine unabhängig von Germinal Pierre Dandelin 1823 und Karl Heinrich Gräffe 1837 entwickelte Methode zur näherungsweisen Bestimmung der Nullstellen von Polynomen n-ten Grades (heute als Dandelin-Gräffe-Verfahren bekannt) sowie ein 1862 von Betti erneut entdecktes Lösungsverfahren für homogene lineare diophantische Gleichungen beschrieben. Auch vertrat Lobatschewski einen sehr modernen Funktionenbegriff und fasste eine Funktion als eine Zuordnung zwischen zwei Mengen reeller Zahlen auf, wie Peter Gustav Lejeune Dirichlet unabhängig von ihm kurze Zeit später.
Die Lobatschewskischen Formeln sind nach ihm benannt.

## Ehrungen
So sehr sein nichtwissenschaftliches Wirken, sein pädagogisches Geschick und sein organisatorisches Engagement ihm hohe Wertschätzung und zahlreiche Ehrungen und schließlich sogar den Adelstitel und ein Wappen einbrachten, so wenig Anerkennung fand Lobatschewskis wissenschaftliche Leistung zu seinen Lebzeiten. Seine neuen Ansätze in der Theorie der Parallellinien, also zu einer nichteuklidischen Geometrie, wurden eher als Schrullen eines sonst verdienten Mannes abgetan. Als einer von wenigen zollte ihm – wenngleich nur indirekt – Carl Friedrich Gauß Anerkennung, indem er 1842 seine Berufung zum korrespondierenden Mitglied der Göttinger Akademie der Wissenschaften erwirkte.
Erst posthum fand Lobatschewskis mathematisches Werk und insbesondere sein Beitrag zur Schaffung einer neuen Geometrie die verdiente Anerkennung. Einem Zitat von William Kingdon Clifford folgend wird Lobatschewski heutzutage als Kopernikus der Geometrie gewürdigt.
Der Asteroid (1858) Lobachevskij und der Mondkrater Lobachevskiy sind nach ihm benannt.

## Trivia
Der Liedermacher Tom Lehrer hat das Lied „Lobachevsky“ über den Namen Lobatschewskys verfasst, in dem es um Wissenschaftsplagiate geht, allerdings gibt es wohl keinen Bezug auf die historische Person. Tom Lehrer selbst sagt, er habe diesen Namen aus lautmalerischen Gründen verwendet.

## Schriften
- Gesammelte Werke, Herausgeber Weniamin Fjodorowitsch Kagan, 4 Bände, Moskau, Leningrad 1946 bis 1951 (Russisch)
- Zwei geometrische Abhandlungen aus dem Russischen übersetzt, mit Anmerkungen und mit einer Biographie des Verfassers, von Friedrich Engel, Teubner, 1898, (die Abhandlungen Über die Anfangsgründe der Geometrie, Kasaner Bote 1829, Neue Anfangsgründe der Geometrie mit einer vollständigen Theorie der Parallellinien, Kasaner Gelehrte Schriften 1835, 1836) Archive
- Pangeometrie, Übersetzt und herausgegeben von Heinrich Liebmann, Leipzig: W. Engelmann 1902 (Ostwalds Klassiker), Archive
- Geometrical researches on the theory of parallels, 1891, La Salle: Open Court 1914 (Übersetzer George Bruce Halstead), Archive, Nachdruck in Bonola, Non-euclidean geometry, 1912, Dover 1955
- Pangeometry, Übersetzer und Herausgeber: A. Papadopoulos, Heritage of European Mathematics Series, Band 4, European Mathematical Society 2010.